# Munda (Salomonen)
Munda ist die größte Ansiedlung auf der Insel New Georgia in der Provinz Western der Salomonen und besteht aus verschiedenen Dörfern. Sie liegt an der südwestlichen Spitze (genannt Munda Point) am westlichen Ende von New Georgia und in Küstennähe der großen Roviana Lagune.

## Geografie
Lambete, das größte Dorf in Munda, besteht aus einer Reihe von Geschäften, einer Filiale der National Solomons Bank, einem Postbüro, einem Telekommunikationszentrum, der Landebahn und einem kleinen Hafen. 
Für die medizinische Versorgung in Munda ist das Helena Goldie Hospital zuständig, ein kleines Krankenhaus westlich von Lambete, das ursprünglich durch den Pfarrer und Methodisten-Missionar J. F. Goldie gegründet und nach seiner Frau benannt wurde.
Von Munda benötigt man eine bis zwei Stunden mit dem Boot oder 15 Minuten mit dem Flugzeug nach Gizo und eine Stunde mit einem leichten Flugzeug der Solomon Airlines nach Honiara.  Zur Förderung des Fremdenverkehrs wurde von Solomon Airlines 2019 eine direkte Flugverbindung wöchentlich einmal zwischen Brisbane und Munda eingerichtet.

## Geschichte
Munda Point war ursprünglich eine Kokosnussplantage, gegründet von dem Engländer Norman Wheatley und später im Besitz des Australiers Lesley Gill. Während des Zweiten Weltkriegs bauten die Japaner eine Landebahn, die als Sammelpunkt nach Guadalcanal diente. Die Landebahn wurde am 3. Dezember 1942 von den Amerikanern entdeckt und die ersten Bombenabwürfe am 9. Dezember von Boeing-B-17-Flying Fortress-Bombern durchgeführt. Dennoch konnten die Japaner, trotz regelmäßiger Bombardierung aus der Luft und von der See, sie weiter nutzen. Während der Schlacht um New Georgia im Jahr 1943 wurde die Bahn am 6. August von den Amerikanern eingenommen. Die Landebahn besteht auch heute noch und wird für tägliche Flüge von und nach Honiara und Gizo genutzt.

## Persönlichkeiten
- Peter Boyers (* 1962), Politiker